# 健康ランド

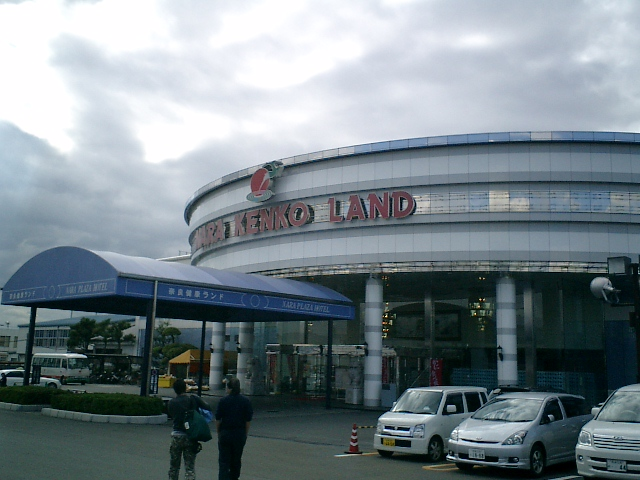
奈良健康ランド（天理市）

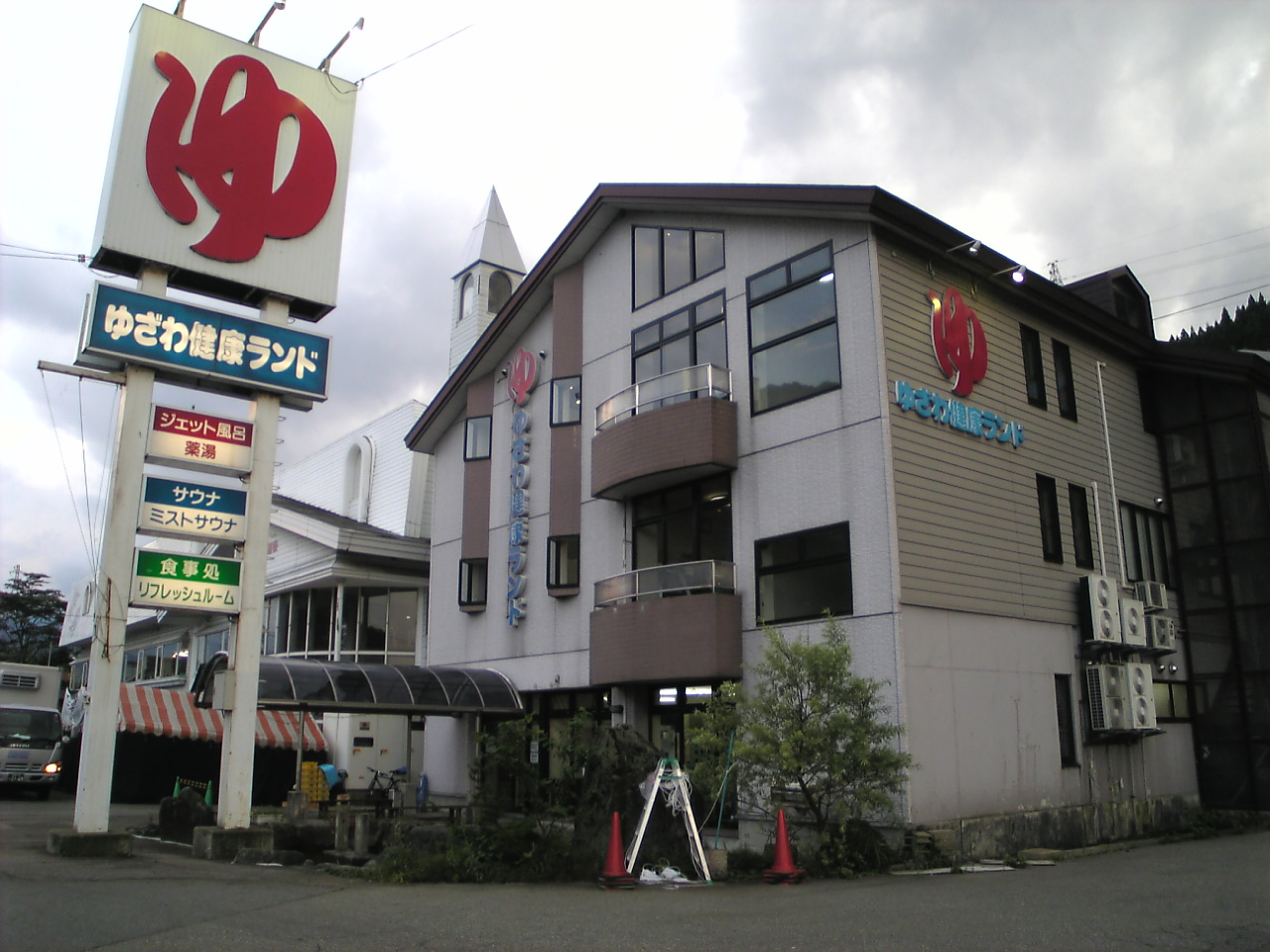
湯沢健康ランド（湯沢町）2022年9月閉店

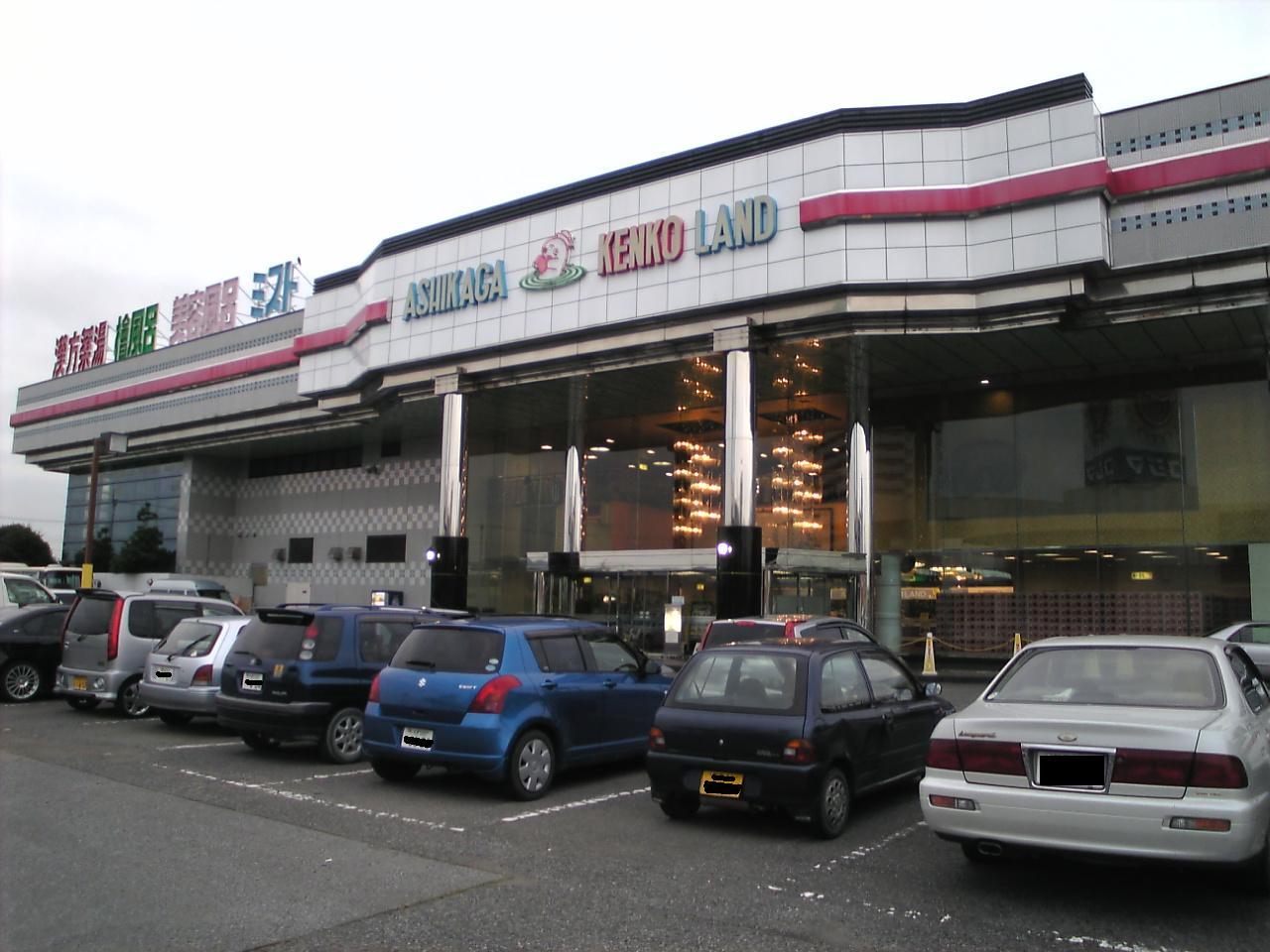
足利健康ランド（足利市）2025年9月閉店予定

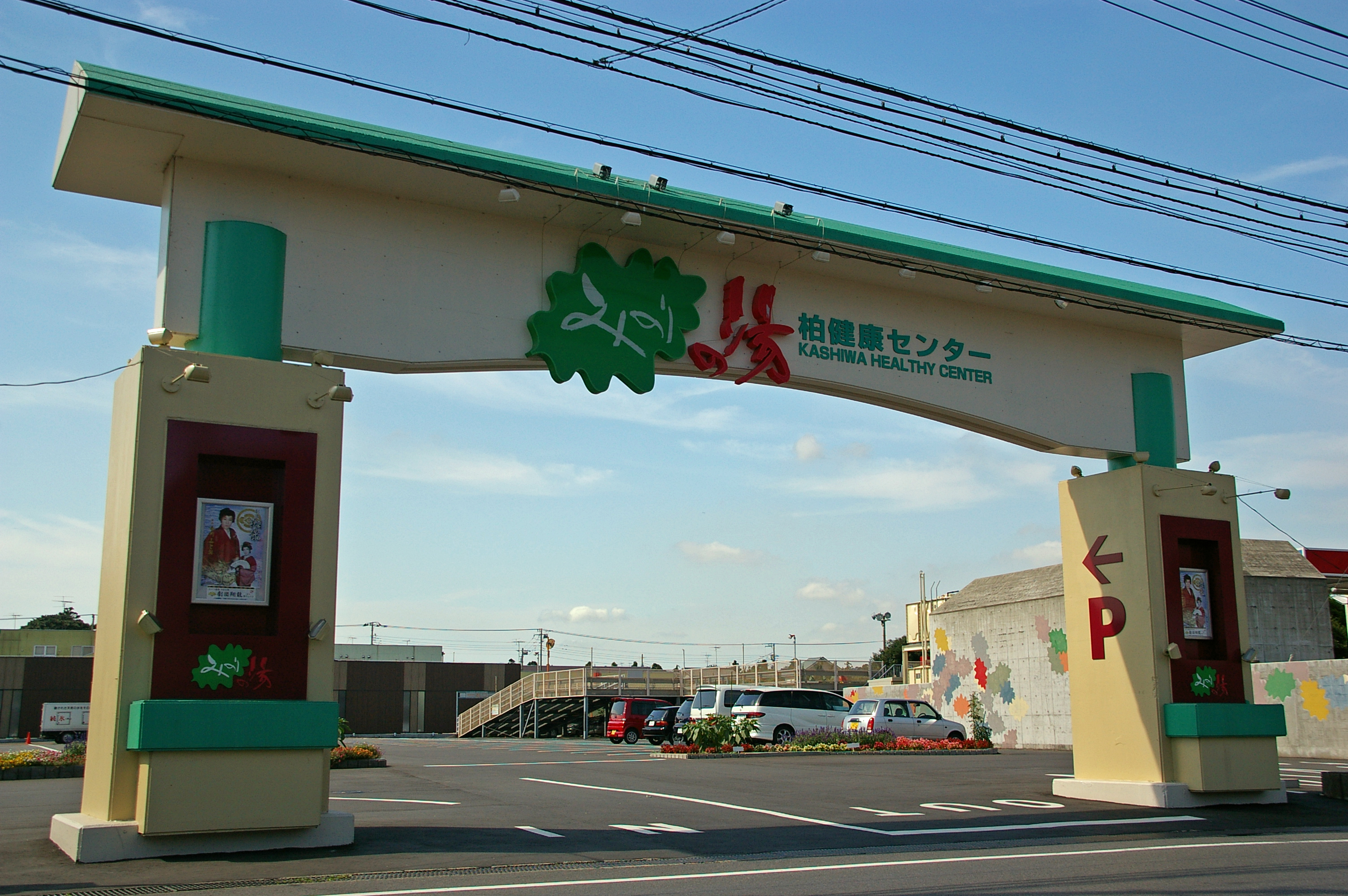
みのりの湯　外観（柏市）2022年1月閉店

健康ランド（けんこうランド）とは、ジャグジーバス、薬湯、打たせ湯、サウナなどの多種の浴槽、マッサージコーナー、休憩室、カラオケ、ゲームコーナー、食堂などを有する、日本の大規模な公衆浴場。健康センター、クアハウス、スパとも呼ばれる。

## 概要
各都道府県の公衆浴場条例のうち「その他の公衆浴場」に該当する入浴施設であり、公衆サウナに近い性格をもっている。
いわゆる銭湯・風呂屋（普通公衆浴場）と異なり、タオルや石鹸、シャンプー、剃刀などの入浴道具が一通りそろい、館内用のガウンが貸し出される。このため、手ぶらでも支障なく利用できる。
物価統制令の対象外であり、利用料金は大人一人1,000〜2,500円程度と、通常の銭湯（おおよそ大人一人400円前後）より高額である（2010年代においてはタオルや館内着などのサービスを受けずタオルなどを持参すれば500円程度で入浴が可能な店舗もある）。2〜6時間程度の時間料金制をとる施設も多い。
施設によっては、温泉を引き湯しているところもある。
24時間営業している施設では、大部屋の仮眠室を宿泊施設の代わりに利用されることがある。この場合、名目上は「宿泊」ではなく、「休憩中の仮眠」という扱いとなっている。近年ではスーパー銭湯との差別化を図るため、ビジネスホテル並みの宿泊用客室を備えた健康ランドも出現している。

### 歴史
銭湯や温泉旅館類とは異なる、娯楽性を伴った大規模入浴施設は、1955年に登場した「船橋ヘルスセンター」（千葉県船橋市）がそのはしりで、当時は往々にして“ヘルスセンター”と呼ばれることが一般的だった。大衆演劇の公演を行うなど、中高年層の利用を主眼においていた傾向もあった。
しかし、1980年代以降従来のヘルスセンターから変質した、公衆サウナに近い性格（家族連れファミリー層をも対象）を併せ持つ施設が出現してくる。これがいわゆる健康ランドである。
1980年には神奈川県座間市に「湯乃泉健康センター（相模健康センター）」（三蔵商事株式会社〈湯乃泉グループ〉）が開業。また、1985年に開業した愛知県小牧市の「ラッキー健康ランド（小牧健康ランド）」（株式会社ユーコー〈ユーコーラッキーグループ〉）は“健康ランド”と命名した初の施設であったが、2003年にリニューアルして「小牧天然温泉スパガーラ（SPAGALA）」となり、その際に施設側が表する業態も“スーパー銭湯”に変更している。その後、スパガーラは2018年4月30日に施設老朽化等諸般の事情により閉店した。
1989年には株式会社クア・アンド・ホテルにより山梨県笛吹市にホテル付きの「石和健康ランド」が開業。同社は1995年には長野県塩尻市に「信州健康ランド」、2002年には静岡県静岡市に国内最大級の健康ランドかつ静岡市内最大級ホテルである「駿河健康ランド」を開業。

## 諸問題
外国人が入浴習慣の違いで施設側とトラブルを起こすケースがあり、特にロシアからの貨物船が多く発着する北海道の健康ランドを中心に、そのようなトラブルの未然防止を理由として「外国人の入場を断る」（日本人専用）旨の表示が掲示されていることがある。これについては日本の外国人コミュニティの一部が問題視しており、裁判沙汰にもなった。